# Xian de Kargilik
Cette page contient des caractères spéciaux ou non latins. S’ils s’affichent mal (▯, ?, etc.), consultez la page d’aide Unicode.
Le xian de Kargilik (chinois simplifié : 叶城县 ; chinois traditionnel : 葉城縣 ; pinyin : Yèchéng Xiàn ; ouïghour : قاغىلىق ناھىيىسى / Kağilik Nahiyisi) est un district administratif de la région autonome du Xinjiang en Chine. Il est placé sous la juridiction de la préfecture de Kachgar.

## Démographie
La population du district était de 383 664 habitants en 1999.